# Цилиндрический уровень
Цилиндрический уровень — стеклянная трубка (ампула), внутренняя поверхность которой в вертикальном продольном разрезе имеет вид дуги круга радиуса от 3,5 до 200 м. При изготовлении уровня ампулу заполняют легкоподвижной жидкостью (серным эфиром или спиртом), нагревают и запаивают. После охлаждения внутри ампулы образуется небольшое пространство, заполненное парами жидкости, которое называют пузырьком уровня. Для защиты от повреждений ампула заключается в металлическую оправу, заполненную гипсом.
Ампулы цилиндрических уровней изготавливают из молибденового стекла, которое является более твердым, имеет меньшую шероховатость шлифованной поверхности, на внутренней поверхности ампулы меньше образуется твердых налетов перекисных соединений. Ампулы высокой и средней точности заполняют этиловым наркозным эфиром или его смесью с этиловым ректифицированным спиртом, ампулы низкой точности (τ = 5-10') — этиловым спиртом. Заполненную горячей жидкостью ампулу запаивают, при остывании жидкости ее объем уменьшается и появляется пузырек с парами жидкости. Внутреннюю поверхность ампулы шлифуют по сферической поверхности. На ампулы наносят штрихи, обычно через 2 мм. Среднюю точку между центральными штрихами называют нуль-пунктом. Касательную к внутренней поверхности ампулы в нуль-пункте называют осью цилиндрического уровня.
Радиус кривизны r ампулы зависит от цены деления τ уровня и расстояния Δl между штрихами на ампуле, его определяют по формуле
r = (ρ / τ) Δl
где ρ — в угловых секундах.